# Elaphandra retroflexa
Elaphandra retroflexa é uma espécie de planta com flor da família Asteraceae.
Apenas pode ser encontrada no Equador.
Os seus habitats naturais são: florestas secas tropicais ou subtropicais .
Está ameaçada por perda de habitat.